# Вајт Ерт (Северна Дакота)
Вајт Ерт (енгл. White Earth) град је у америчкој савезној држави Северна Дакота.

## Демографија
По попису из 2010. године број становника је 80, што је 17 (27,0%) становника више него 2000. године.
| Група             | 2000.      | 2010.      |
| Белци             | 59 (93,7%) | 74 (92,5%) |
| Афроамериканци    | 0 (0,0%)   | 2 (2,5%)   |
| Азијати           | 0 (0,0%)   | 0 (0,0%)   |
| Хиспаноамериканци | 0 (0,0%)   | 4 (5,0%)   |
| Укупно            | 63         | 80         |